# Mellicta rosinae
Mellicta rosinae är en fjärilsart som beskrevs av Hans Rebel 1911. Mellicta rosinae ingår i släktet Mellicta och familjen praktfjärilar. Inga underarter finns listade i Catalogue of Life.